# نعمت‌آباد سردشت
نعمت‌آباد سردشت یا سردشت نعمت‌آباد روستایی در دهستان دلگان بخش مرکزی شهرستان دلگان استان سیستان و بلوچستان ایران است.

## جمعیت
بر پایه سرشماری عمومی نفوس و مسکن در سال ۱۳۹۵ جمعیت این روستا ۲۴۳ نفر (۶۰خانوار) بوده‌است.